# Тітіпан Пуангчан
Тітіпан Пуангчан (тай. ฐิติพันธ์ พ่วงจันทร์, нар. 1 вересня 1993, Супханбурі) — таїландський футболіст, півзахисник клубу «Бангкок Глесс» та національної збірної Таїланду.

## Клубна кар'єра
Народився 1 вересня 1993 року в родині футболіста Пайрота Пуангчана, учасника Кубка Азії з футболу 1992 року. Тітіпан теж вирішив стати футболістом і навчався у футбольній школі клубу «Муангтонг Юнайтед». 2011 року для отримання ігрової практики був відданий в оренду в клуб «Супханбурі» з рідного міста, що грав у другому дивізіоні, де і дебютував на дорослому рівні.
З 2012 року став виступати за рідний «Муангтонг Юнайтед» і в першому ж сезоні виграв з командою чемпіонат Таїланду., а загалом відіграв за команду з Муангтонга чотири з половиною сезони своєї ігрової кар'єри.
Влітку 2016 року уклав контракт з клубом «Чіанграй Юнайтед», у складі якого провів наступні півтора сезони своєї кар'єри гравця. Більшість часу, проведеного у складі «Чіанграй Юнайтед», був основним гравцем команди і у сезоні 2017 року допоміг команді виграти Кубок Таїланду.
На початку 2018 року за 30 млн. бат перейшов у «Бангкок Глесс», ставши найдорожчим трансфером в тайському футболі. Станом на 1 січня 2019 року відіграв за бангкокську команду 32 матчі в національному чемпіонаті.

## Виступи за збірні
2016 року залучався до складу молодіжної збірної Таїланду. На молодіжному рівні зіграв у 2 офіційних матчах.
2013 року дебютував в офіційних матчах у складі національної збірної Таїланду.
У складі збірної був учасником кубка Азії з футболу 2019 року в ОАЕ. В третьому матчі групового етапу проти господарів збірної ОАЕ Пуангчан забив гол, завдяки чому матч закінчився внічию 1:1, яка дозволила тайцям вийти в плей-оф з другого місця.

## Досягнення
- Чемпіон Таїланду: 2012
- Володар Кубка Таїланду: 2017
- Володар Кубка Чемпіонів Таїланду: 2023
- Переможець Чемпіонату АСЕАН: 2020

| Дата       | Місто         | Господарі | Результат | Гості   | Турнір                     | Голи | Примітки |
| ---------- | ------------- | --------- | --------- | ------- | -------------------------- | ---- | -------- |
| 06-01-2019 | Абу-Дабі      | Таїланд   | 1 – 4     | Індія   | Кубок Азії 2019 - 1-й етап | -    |          |
| 10-01-2019 | Дубай (місто) | Бахрейн   | 0 – 1     | Таїланд | Кубок Азії 2019 - 1-й етап | -    |          |
| 14-01-2019 | Аль-Айн       | ОАЕ       | 1 – 1     | Таїланд | Кубок Азії 2019 - 1-й етап | 1    |          |
| Усього     |               | Матчів    | 3         |         | Голів                      | 1    |          |